# Mărtiniș
Mărtiniș là một xã thuộc hạt Harghita, România. Dân số thời điểm năm 2002 là 3011 người.